# Armação de Pêra
Armação de Pêra es una freguesia portuguesa del concelho de Silves, con 9,15 km² de superficie y 4.867 habitantes (2011). Su densidad de población es de 531'9 hab/km².
Es una localidad que se caracteriza por su actividad veraniega, pues es un destino turístico tradicional de El Algarve.

## Patrimonio
- Fortaleza de Armação de Pêra
- Capela de Santo António
- Chalé dos Caldas e Vasconcelos

## Educación
- Jardín de Infancia de Armação de Pêra
- Escuela de 1.° Ciclo de Armação de Pêra
- E.B. 2,3 Dr. António da Costa Contreiras
- Creche ATL "A Gaivota"

## Asociaciones
- Associação de Pescadores
- DarDeVaia
- Grupo Motard "Os Navegantes"

## Galería

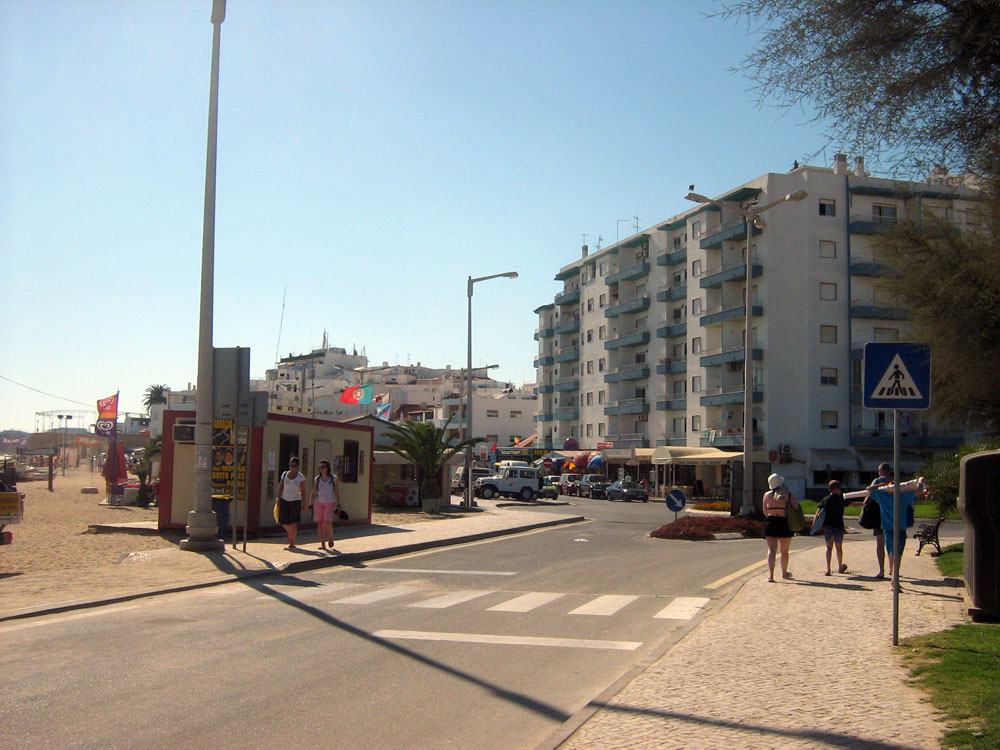
Calle de la localidad.
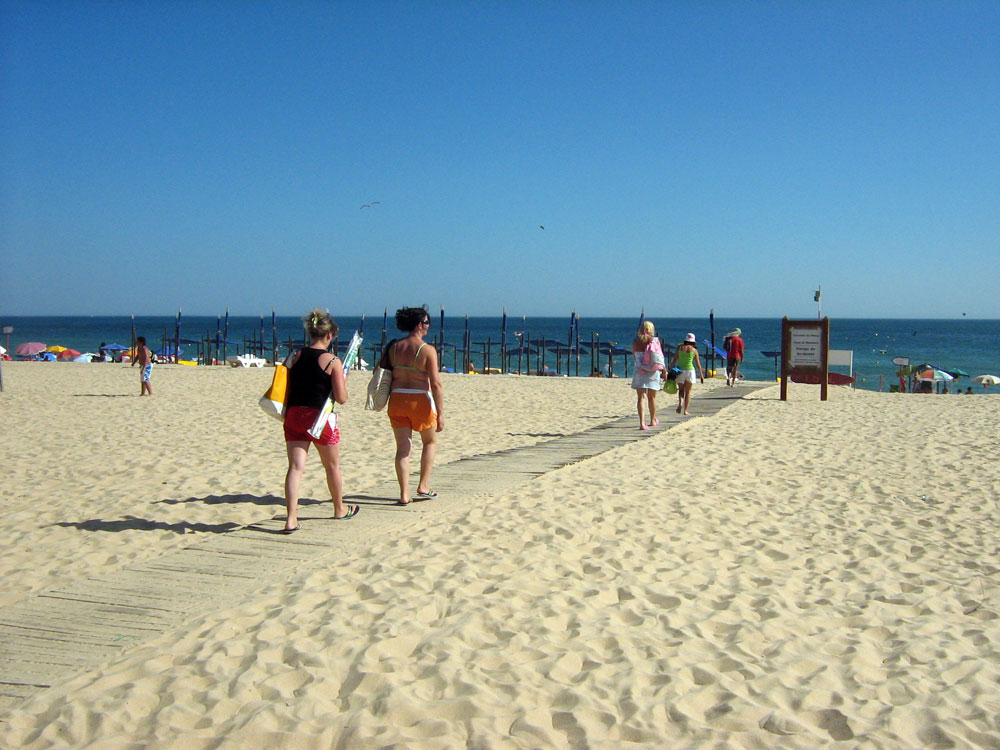
Acceso a la playa.
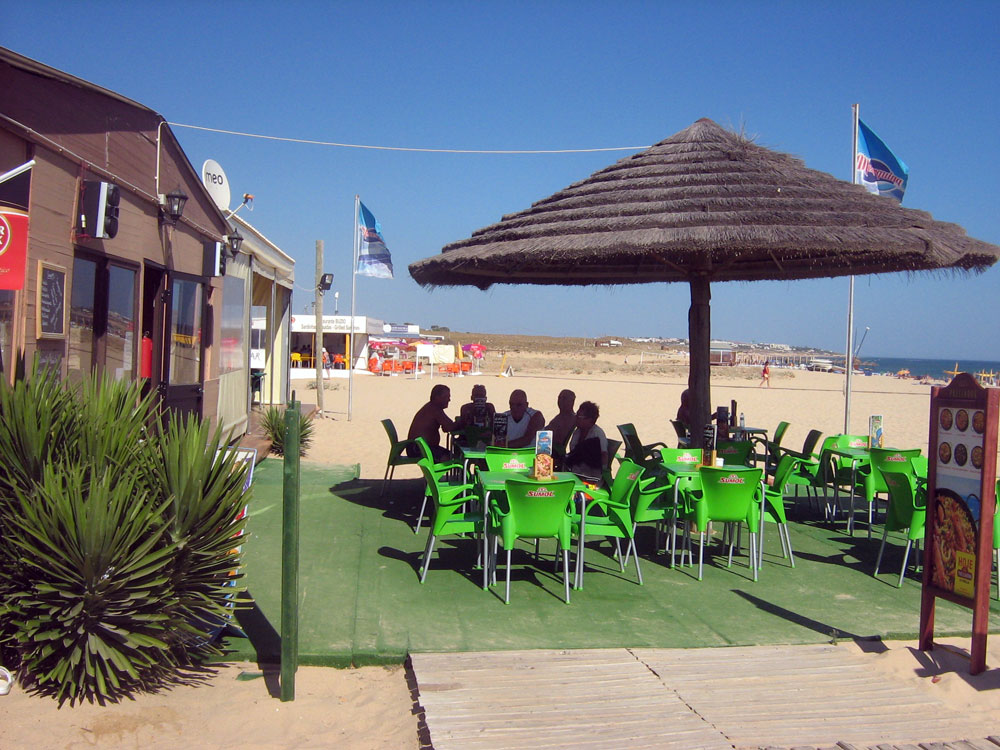
Chiringuito en Armação.
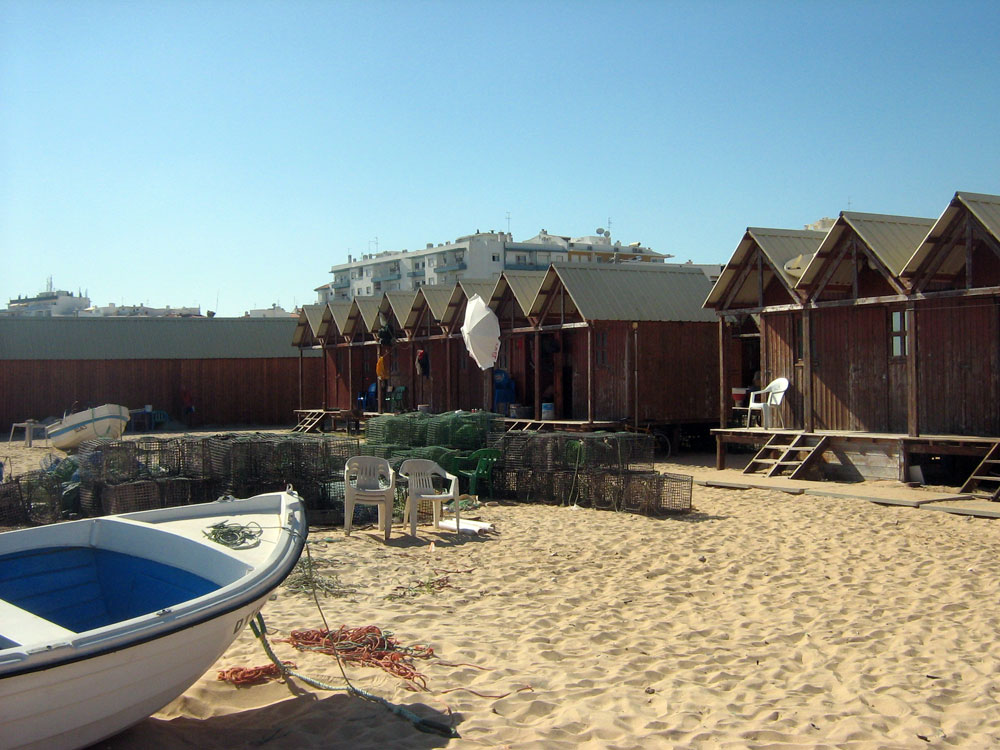
Casetas de pescadores.